# NIGHT FLIGHT (Perfumeの曲)
「NIGHT FLIGHT」（ナイトフライト）は、Perfumeの着うた配信限定ソングである。アルバム『⊿』にも収録されている。

## タイアップ
- 森永乳業エスキモーpino（2009年4月-7月）
  - PerfumeがpinoのCMキャラクターを務めたのは2度目。

## PV・TV披露のセット
PVは、森永乳業pinoの本人（3人）主演の客室乗務員風機内セットCMと連動。CMとの連動は同じく、pinoのCMでの「シークレットシークレット」以来となる。
TV披露は、2009年9月25日の『秋のMUSIC STATION SP』で。セットはバーチャルCGを使ったものだった。